# Sara Rey Alvarez
Pour les articles homonymes, voir Rey et Alvarez.
Sara Rey Alvarez (1894-1949), est une écrivaine, féministe et femme politique uruguayenne du début du XXe siècle. 
Elle est notamment connue pour avoir fondé le Partido Independente Democratico Femenino en 1933.

## Biographie
Elle étudie en Europe dans les années 1920. Elle commence très jeune dans la lutte féminine en participant notamment à l'Alianza Uruguaya de Mujeres, dont elle est la secrétaire générale. 
Lorsqu’en 1932, la loi du suffrage féminin est votée, elle fonde un parti féminin, en vue de défendre les intérêts des femmes. Elle nie prôner la lutter des sexes et souhaite la collaboration entre les hommes et les femmes, néanmoins elle maintient qu’un homme ne peut comprendre ou représenter les intérêts des femmes. Celles-ci doivent porter leurs voix au parlement, d’autant que certains problèmes demandent leur action, en tant que femme.
Au sein du Partido Independente Democratico Femenista elle développe en trente-trois points un vaste programme d’action sociale, visant à réformer le code civil, à supprimer la prostitution encadrée, ou à protéger les droits des mères et des enfants. D'autres points portent sur la question de la suppression totale du principe de l'autorité maritale, de la possibilité d’enquêter sur la paternité et l’obligation du père à participer à l'éducation des enfants, l’accès aux mêmes professions et la réglementation du travail féminin, et l'instauration d'une même morale pour les deux sexes[réf. souhaitée]. 
Ne parvenant à fédérer suffisamment de voix, son parti ne perdure pas au-delà des élections de 1938.

## Œuvres
Elle a beaucoup écrit dans les journaux de l’époque. Cependant ses œuvres publiées sont toutes littéraires, et des essais de psychologie : 
- Antinomias de la convivencia humana. Montevideo : Ceibo, 1944.
- Curso elemental de filosofia. Montevideo: Organizacion taquigrafica Medina, 1932.
- Introduccion a la psicologia; de acuerdo al programa de 1° ano de estudios preparatorios y 4° ano de estudios normales. Montevideo: Latina, 1932.
- Proyecciones, novela. Montevideo: A. Barreiro y Ramos, 1936.
- Refugio en el bulicio. Montevideo: A. Barreiro y Ramos, 1942.